# Clara Thompson
Clara Mabel Thompson (* 3. Oktober 1893 in Providence, Rhode Island; † 20. Dezember 1958) war eine US-amerikanische Ärztin, Psychoanalytikerin und Psychotherapeutin. Sie gilt als eine Vertreterin der Neopsychoanalyse.

## Biographie
Die für ihre Karriere entscheidende Begegnung machte Clara Thompson 1917, ein Jahr nach Beginn ihrer klinischen Ausbildung an der Johns Hopkins University in Baltimore: Sie begegnete Lucille Dooley, einer Schülerin von Granville Stanley Hall, die schon 1910 psychologische Fragen mit Freud, Jung und Adolf Meyer besprechen konnte. 1918 lernte sie William Alanson White und Edward Kempf vom St. Elizabeth’s Hospital in Washington, D.C. kennen, die ihren Studenten empfahlen, bei ihrer Arbeit mit psychiatrischen Patienten psychoanalytische Konzepte anzuwenden.
Nach ihrem Abschluss im Jahre 1920 am Johns Hopkins Hospital in Baltimore entschied Clara Thompson sich auf Psychiatrie zu spezialisieren. 1922 begann sie eine dreijährige psychiatrische Ausbildung bei Adolf Meyer an der Johns Hopkins Klinik. 1923 lernte sie Harry Stack Sullivan kennen, dessen neue Ansätze zur therapeutischen Behandlung der Schizophrenie sie interessierten. 1930 wurde Thompson zur Präsidentin der Neuen Psychoanalytischen Vereinigung von Washington und Baltimore gewählt.
Von 1931 bis 1933 unterzog sich Thompson einer Lehranalyse bei Sandor Ferenczi in Budapest, in dessen psychoanalytischer Theorie und Technik, die das interpersonelle Moment betonten, in dem bereits Keime der Neopsychoanalyse angelegt waren. Nach Ferenczis Tod kam Thompson 1933 an das New Yorker Psychoanalytische Institut zurück, wo sie den Kontakt zu Sullivan und Silverberg wieder aufnahm und Karen Horney, Erich Fromm, Ernest G. Schachtel kennenlernte. Die ganze Gruppe (Zodiac Club) traf sich jeden Montag, um sich mit Sullivans Konzept der Interpersonalen Psychiatrie auseinanderzusetzen.
Nach einer Kontroverse zwischen den Anhängern der traditionellen Libidotheorie und denjenigen, die soziale Prozesse als Grundlage der Persönlichkeitsbildung unterstrichen, verließen die „fünf Rebellen“ (Horney, Thompson, Robbins, Ephron, Kelman) das New Yorker Institut und gründeten 1941 The American Association for the Advancement of Psychoanalysis. Doch auch hier gab es Auseinandersetzungen, dieses Mal zwischen Horney und Fromm. Dies führte 1943 zur Gründung des William Alanson White Institute in New York City durch Thompson und Fromm. Clara Thompson führte dieses Institut während 15 Jahren in einem freiheitlich-wissenschaftlichen Stil und verband dabei psychoanalytische Konzepte mit Anthropologie und Sozialpsychologie.

## Werk
Thompsons Leben und Werk diente dem Anliegen, die Psychologie zu lehren und zu verbreiten. Sie hielt unzählige Vorträge über den neuesten Erkenntnisstand der Psychologie und Psychotherapie und organisierte Gesprächsrunden zur Auseinandersetzung mit psychologischen Fragen. Sie analysierte die Entwicklung der Psychoanalyse kritisch, hob fortschrittliche Wege hervor und verwies auf solche, die in eine Sackgasse führten. Obwohl Thompson keine eigenständige, neue Theorie hinzufügte, leistete sie als Psychotherapeutin und Ärztin, als Lehranalytikerin und Dozentin, als Begründerin und Leiterin des William Alanson White Instituts sowie als Autorin von unzähligen Publikationen einen wesentlichen Beitrag zur neopsychoanalytischen Bewegung.